# David Edwards
David Alexander Edwards (ur. 3 lutego 1986 w Shrewsbury) – walijski piłkarz grający na pozycji ofensywnego pomocnika lub napastnika w Wolverhampton Wanderers.

## Kariera klubowa
Edwards swoją karierę rozpoczynał grając w juniorach Shrewsbury Town. W dorosłej drużynie zadebiutował 3 maja 2003 roku w meczu z Scunthorpe United. W sezonie 2003/2004 Edwards wystąpił w siedemnastu spotkaniach, a wraz z drużyną awansował do Football League Two. Sezon 2004/2005 Walijczyk rozpoczął jako podstawowy zawodnik swojego zespołu. Pierwszego gola dla Shrewsbury strzelił 28 grudnia 2004 roku w wygranym 4:0 spotkaniu przeciwko Darlington F.C. Łącznie w The Shrews Edwards wystąpił w 132 spotkaniach i strzelił w nich 15 goli.
26 czerwca 2007 roku Edwards przeszedł do Luton Town. W nowej drużynie zadebiutował 11 sierpnia, kiedy to wystąpił w wygranym 2:1 meczu z Hartlepool United. Swojego pierwszego gola dla Luton strzelił tydzień później w przegranym spotkaniu ze Swindon Town. Łącznie w barwach The Hatters Edwards wystąpił 26 razy i strzelił cztery gole.
14 stycznia 2008 roku Edwards za 675 tysięcy funtów przeszedł do występującego wówczas w Football League Championship Wolverhampton Wanderers. W drużynie Wilków zadebiutował 19 stycznia w meczu ze Scunthorpe United i od razu w tym spotkaniu strzelił swojego pierwszego gola dla nowej drużyny. Sezon 2007/2008 Edwards wraz z drużyną zakończył na 7. miejscu w tabeli. W kolejnych rozgrywkach Edwards wystąpił w 44 ligowych meczach, a Wolves z dorobkiem 90. punktów zajęli 1. miejsce i bezpośrednio awansowali do Premier League.

## Kariera reprezentacyjna
Edwards urodził się w Anglii, jednak jest reprezentantem Walii. W kadrze narodowej zadebiutował 17 listopada 2008 roku, kiedy to wystąpił w zremisowanym 2:2 spotkaniu z reprezentacją Irlandii Północnej.
Edwards występuje również w kadrze U-21.